# Jacob de Goede
Jacobus (Jacob) Barend de Goede (Zwartsluis, 18 oktober 1908 – Woeste Hoeve, 8 maart 1945) was een Nederlandse verzetsstrijder.

## Levensloop
De Goede volgde de ULO. Daarna kwam hij te werken als gemeentesecretaris in Zwartsluis. In die hoedanigheid was hij de rechterhand van de burgemeester. Na het uitbreken van de Oorlog hielp hij tal van mensen aan valse papieren. 
In juni 1942 moest De Goede vluchten. Hij probeerde tevergeefs via Frankrijk naar Zwitserland te vluchten. Bij terugkomst in Zwartsluis lag zijn moeder op sterven. Van januari 1943 tot januari 1944 verbleef De Goede bij zijn broer, maar hij vertrok vervolgens naar Kampen, omdat hij nog steeds in het politieblad vermeld stond. Daardoor was het risico op herkenning in zijn geboorteplaats te groot.
In Kampen was De Goede een welkome aanvulling voor de plaatselijke LO-afdeling. Hij was zeer accuraat en werd daarom ingezet bij het vervalsen van persoonsbewijzen. Samen met Toon Slurink en J.M. Schaart vormde hij de redactie van het illegale blad Strijdend Nederland.
Schaart en De Goede werden op 20 januari 1945 gearresteerd terwijl ze een nummer van Strijdend Nederland aan het stencilen waren. De Goede nam alle schuld op zich, waardoor Schaart niet ter dood werd veroordeeld. Hij werd vastgezet in het Huis van Bewaring in Zwolle.
Een aantal verzetsmensen nam in de nacht van 6 op 7 maart 1945 nabij Woeste Hoeve een Duitse auto onder vuur, waar Hanns Albin Rauter, het Duitse hoofd van de politie in Nederland, in bleek te zitten. Rauter raakte daarbij zwaargewond, maar overleefde het incident. Als wraakmaatregel werden de dag daarna 117 verzetsmensen, waaronder De Goede en Slurink, die een aantal dagen eerder dan zijn collega's was gearresteerd, geëxecuteerd. Na de oorlog werden beiden verzetsmannen herbegraven in Zwartsluis.